# Yoshi Itô
Yoshi Itô (18 de abril de 1907 - 4 de abril de 1992) fue un investigador de plantas japonés. Hizo cruces e investigó cactus, y escribió muchos libros sobre cactus.

## Biografía
Nació en la ciudad de Ube, prefectura de Yamaguchi. Después de graduarse de la escuela secundaria bajo el antiguo sistema, estudió cactus por su cuenta. En 1952, por recomendación de Takenoshin Nakai, presentó una disertación doctoral sobre Nueva taxonomía de cactus sudamericanos. Creó 450 nuevas especies de cactus y nombró más de 200 géneros de cactus y más de 1000 especies. Desde la década de 1950, ha habido un boom de cactos en Japón (y en todo el mundo), y se han publicado muchos libros sobre cactos para el público en general.